# Eugenio Montero
Eugenio Montero – kubański zapaśnik walczący w stylu wolnym. Czwarty w mistrzostwach świata w 1986 i ósmy w 1989. Srebrny medal igrzysk panamerykańskich w 1987. Złoto i srebro mistrzostw panamerykańskich. Triumfator igrzysk Ameryki Środkowej i Karaibów w 1986 i mistrzostw Ameryki Centralnej w 1984. Trzeci w Pucharze Świata w 1986 i 1988; czwarty w 1991 i 1993 roku.